# Curcuma cinnabarina
Curcuma cinnabarina là một loài thực vật có hoa trong họ Gừng. Loài này được Jana Leong-Škorničková và Sutthinut Soonthornkalump mô tả khoa học đầu tiên năm 2020. Mẫu định danh: Soonthornkalump, S. Sutt-209; thu thập ngày 18 tháng 9 năm 2019 tại phó huyện Nong Bua, huyện Mueang Nongbua Lamphu, tỉnh Nongbua Lamphu, Thái Lan. Tên địa phương: usa (ù-săa, อุษา), nghĩa là bình minh.

## Từ nguyên
Tính từ định danh có nguồn gốc từ tiếng Latinh cinnabarinus, đề cập đến màu đỏ sẫm của các lá bắc của loài này.

## Phân bố
Loài này có tại các tỉnh Nongbua Lamphu, Udon Thani, đông bắc Thái Lan. Nó mọc trong đất sét pha cát trong rừng tre nứa và rừng khộp (Dipterocarpaceae) sớm rụng lá ở cao độ 200–400 m.

## Mô tả
Cây thảo thân rễ cao 70–85 cm. Thân rễ hình trứng, 5–6 × 2–2,6 cm, mọc thẳng đứng, đôi khi với các nhánh bên 3–4,5 × 1,2–2 cm, vỏ màu kem đến nâu, phủ một lớp vảy màu gỉ sắt và rữa nát, ruột màu trắng, mùi thơm nhẹ, vị hơi nóng và ngọt đắng; củ rễ hình trứng đến hình thoi, 2,5–3 × 1–2,5 cm, vỏ màu nâu nhạt, ruột màu trắng. Chồi lá 2–5(–7) lá khi ra hoa; thân giả dài 10–15 cm, bao gồm các bẹ lá sớm rời ra; bẹ không phiến lá 1-2, rữa nát khi nở hoa; bẹ lá màu xanh lục ánh đỏ ở gốc, có lông tơ; lưỡi bẹ dài đến 5 mm, 2 thùy, như thủy tinh, màu trắng ánh lục, nửa trong mờ, chuyển thành dạng giấy khi già, nhẵn nhụi, nhưng với một ít lông hình cuống dài ~0,1 mm dọc theo mép; cuống lá dài 20–40 cm, có rãnh, màu xanh lục ánh đỏ ở gốc, từ thưa lông tơ đến nhẵn nhụi; phiến lá hình trứng rộng đến hình elip-hình trứng, 38–52 × 11–24 cm, uốn nếp rõ nét, mặt gần trục màu xanh lục sẫm, bóng, có lông tơ dọc theo các gân nổi lên, mặt xa trục hơi nhạt hơn, rậm lông tơ; gân giữa màu xanh lục, mặt gần trục nhẵn nhụi, mặt xa trục có lông tơ, đáy lệch, thuôn tròn đến gần hình tim (tù trong vật liệu khô), đỉnh nhọn thon, mép như thủy tinh, màu trắng, nửa trong mờ, rộng ~0,3 mm, nhẵn nhụi. Cụm hoa trung tâm, nhiều hoa; cuống cụm hoa dài ~12 cm, đường kính đến 7 mm, màu trắng đến xanh lục nhạt, có lông tơ, phần gốc ẩn trong thân giả; chùm xim dài 10–15(–16,5) cm, đường kính 5–7 cm ở giữa, không mào; lá bắc sinh sản 38–50 mỗi chùm hoa, 3,5–4 × 2,6–4,3 cm (lớn hơn ở gốc cụm hoa), hình trứng ngược rộng đến hình bay tù, đỉnh nhọn rộng đến tù, uốn ngược, màu đỏ tươi, có lông tơ cả hai mặt, mép có lông dài ~0,1 mm, hợp sinh ở 1/2 đến 1/3 (đến 1/4) ở đoạn dưới; bao quanh xim hoa bọ cạp xoắn ốc tới 4 hoa ở gốc cụm hoa, 1-2 hoa ở ngọn; lá bắc con 1 mỗi hoa, hình trứng đến hình tam giác, hình thuyền, dài tới 14 × 9 mm, như thủy tinh, nửa trong mờ, màu trắng với ánh hồng ở phần xa, gần như nhẵn nhụi, với một vài lông thưa dọc theo sống lưng. Hoa dài 4–4,5 cm, thò ra từ lá bắc; đài hoa dài 7–8,5 mm, 3 răng, khía một bên ~2 mm, nửa trong mờ, màu trắng, có lông tơ che phủ; ống hoa dài ~3,2 cm, hình trụ hẹp ở đáy trong khoảng 1,7 cm phía trên bầu nhụy, hình phễu hẹp ở phần xa, mặt ngoài màu vàng nhạt đến vàng, nhẵn nhụi, mặt trong màu vàng nhạt, nhẵn nhụi tại phần đáy, với vòng lông dày ở vị trí ~ 1,3 cm từ đáy, phần hình phễu có lông tơ, rãnh giữ vòi nhụy nằm ở lưng từ đáy lên đến vùng thắt lại; thùy tràng lưng 14–16 × 8–10 mm, hình trứng tam giác, lõm, có nắp, màu trắng đến vàng nhạt với ánh hồng đến ánh đỏ ở phần xa, nhẵn nhụi, đỉnh có mấu nhọn dài 1–1,5 mm, thưa lông; các thùy tràng bên 12–14 × 6–8 mm, uốn ngược mạnh ngay sau khi nở hoa, hình elip đến hơi hình tam giác với đỉnh gần tù, hơi lõm, màu trắng đến vàng nhạt với ánh hồng đến ánh đỏ ở phần xa, nhẵn nhụi; cánh môi 13–14 × 13–14 mm, gần như tròn, các bên gấp lên trên, đỉnh hơi chẻ đôi với vết chẻ 1–2 mm, màu kem đến màu vàng, với dải giữa màu vàng tươi và hơi phồng lên chạy qua trung tâm, nhẵn nhụi cả hai mặt; nhị lép bên ~12–13 × 7–8 mm, hình trứng ngược lệch, màu vàng nhạt, nhẵn nhụi cả hai mặt; nhị dài ~6 mm; chỉ nhị 2–3 × 3,5–3,6 mm, rộng ~4,5 mm ở gốc, rộng dưới 2 mm ở điểm đính vào, màu vàng, nhẵn nhụi; bao phấn dài ~6–7 mm, có cựa dài ~2 mm, hình tam giác, đỉnh nhọn hướng vào trong, mô liên kết màu vàng, nhẵn nhụi; mào bao phấn tù, dài 0,4–0,5 mm, rộng ~1 mm ở gốc, nhẵn nhụi, màu trắng kem; mô vỏ bao phấn dài 4–4,5 mm, nứt dọc theo toàn bộ chiều dài, phấn hoa màu trắng; tuyến trên bầu 2, dài 2,5–3 mm, đường kính ~0,8 mm, màu kem đến vàng, hình trụ, với đỉnh tù không đều; vòi nhụy màu trắng, nhẵn nhụi; đầu nhụy hình đầu, dài ~1 mm, rộng ~1,5 mm, màu trắng; lỗ nhỏ với lông tơ không đều hoặc mép răng cưa, hướng về phía trước; bầu nhụy hình trứng, ~2,3–2,5 × 1,5 mm, 3 ngăn, màu trắng, có lông tơ. Quả nang 3 ngăn, hình cầu, đường kính 1–1,5 cm (ở quả gần chín), màu trắng với vệt ánh đỏ ở gốc, có lông tơ, nứt không đều; hạt hình trứng ngược không đều, 4–5 × 1,6–2 mm, màu nâu (ở quả gần chín), bóng, được bao bọc trong áo hạt màu trắng, nửa trong mờ, xé rách. Cây ra hoa vào mùa mưa và kéo dài từ cuối tháng 7 đến tháng 9. Tạo quả từ giữa tháng 9 đến tháng 10. Cây chuyển sang trạng thái ngủ đông vào tháng 12.
Loài này gần giống nhất với C. rubrobracteata về mặt hình thái. Nó tương tự như C. rubrobracteata ở chỗ cụm hoa kiểu ecomata gồm các lá bắc màu đỏ sẫm với đỉnh thuôn tròn, nhưng khác ở chỗ thân rễ hình trứng đôi khi với các nhánh ngắn, phiến lá từ hình trứng rộng đến hình elip-hình trứng và mặt xa trục rậm lông tơ với đáy thuôn tròn, cụm hoa gồm 35–50 lá bắc có lông tơ cả hai mặt, hoa màu vàng nhạt đến vàng (so với thân rễ bò lan thanh mảnh, phiến lá hình elip đến hình elip hẹp và mặt xa trục nhẵn nhụi với phần đáy thon nhỏ dần, cụm hoa gồm 20–30 lá bắc nhẵn nhụi cả hai mặt và hoa màu vàng tươi nóng đến vàng cam ở C. rubrobracteata).
Với cụm hoa màu đỏ sẫm và không lá bắc mào, C. cinnabarina hơi giống C. rubrobracteata về mặt hình thái, mặc dù C. rubrobracteata là loài thuộc phân chi Curcuma. Tuy nhiên, có thể dễ dàng phân biệt được hai loài này nhờ cấu trúc thân rễ, hình dạng lá và lông trên lá, cũng như sự khác biệt về hình thái hoa. Hình dạng bao phấn tổng thể cũng rất khác biệt. C. rubrobracteata, được mô tả ban đầu từ Ấn Độ, là loài khá phổ biến, được biết đến ở Bangladesh, Myanmar, miền nam Trung Quốc và Thái Lan. Ở Thái Lan, nó được ghi nhận có tại các tỉnh khác nhau ở miền bắc và tây nam Thái Lan; trong khi đó C. cinnabarina dường như có phân bố hạn chế hơn nhiều, chỉ ở vùng đông bắc Thái Lan.

## Sử dụng
Thân rễ được sử dụng trong y học địa phương như một thành phần trong dầu thơm, và cây đôi khi cũng được bán làm cây cảnh.